# باد تسویشنان
باد تسویشنان (به آلمانی: Bad Zwischenahn) یک شهر در آلمان است که در امرلند واقع شده‌است. باد تسویشنان ۲۷٬۱۷۳ نفر جمعیت دارد.

## خواهرخوانده
شهر ایزژم خواهرخواندهٔ باد تسویشنان هست.